# 211.
◄ | 2. stoljeće | 3. stoljeće | 4. stoljeće | ►
◄ | 180-ih | 190-ih | 200-ih | 210-ih | 220-ih | 230-ih | 240-ih | ►
◄◄ | ◄ | 208. | 209. | 210. | 211. | 212. | 213. | 214. | ► | ►►
Astronomija • Književnost • Kršćanstvo

## Smrti
- 4. veljače – Septimije Sever, rimski car (* 146.)
- ? – Publije Septimije Geta, rimski car (* 189.)

## Vanjske poveznice
|  | Zajednički poslužitelj ima još gradiva o temi 211. |